# Масакр невиних (Петер Паул Рубенс)
Масакр невиних тема је две слике Петера Паула Рубенса која приказује епизоду библијског масакра невиних Витлејема, како је описано у Јеванђељу по Матеју (2:13-18). Прва, димензија 142 x 182 цм, насликана је након повратка у родни Антверпен 1608. године, након осам година проведених у Италији.

## Изгубљена слика
Прва верзија коју је насликао Рубенс датира из око 1611–12. Крајем седамнаестог века, слика је постала део Лихтенштајн колекције у Бечу у Аустрији, заједно са другом Рубенсовом сликом, Самсон и Далила. Браћа Форшонт продала су обе слике Јохану Адаму, принцу од Лихтенштајна, кога су познавали преко његовог оца Карла Еузебијуса, принца од Лихтенштајна око 1700. Слике су добиле печат породице Лихтенштајн и у колекцији су забележене до 19. века, где цртежи 1815. показују да су обешене једна уз другу у Баштенској палати у Бечу.
Након што је Винћенцо Фанти каталогизирао као сликуФранцискуса де Невеа (II) 1767. године, слика Масакр је у анонимном инвентару Лихтенштајнске колекције од 1780. године приписана једном од Рубенсових помоћника Јану ван ден Хекеу, по угледу на Рубенса. Са тим приписивањем остала је све док није продата једној аустријској породици 1920. Накнадно је посуђена 1923. године Рајхерсбергу, манастиру у северној Аустрији.
2001. слику је видео Џорџ Гордон, стручњак за фламанске и холандске слике у Сотбису у Лондону. Био је убеђен да је то заиста Рубенс по сличним карактеристикама и стилу као Самсон и Далила сликана отприлике у исто време. Рад је продат на аукцији у Сотбису, у Лондону 10. јула 2002. године за £ 49.5 милиона фунти (117 милиона долара канадских долара)  бизнисмену и колекционару уметничких дела Кенету Томсону.
Након аукције, слика је позајмљена Националној галерији у Лондону на период пре њеног преноса 2008. године у Уметничку галерију Онтарио у Торонту, којој је Томсон поклонио слику, и која је током тих година била у великој обнови и проширењу.
Композиција је већ била позната из онога што се данас види као копија Рубенсове радионице. Ово је 1902. године купио белгијски Краљевски музеј ликовних уметности у Бриселу као дело Антона Салаерта.

## Анализа
Широко се сматра демонстрацијом уметниковог учења из времена проведеног у Италији између 1600. и 1608. године, где је из прве руке посматрао дела италијанских барокних сликара попут Каравађа. Ови утицаји се на овој слици виде кроз пуку драму и емотивну динамичност сцене, као и богату боју. Такође постоје докази о употреби јаких контраста светлости. Такође је користио <i>Écorché</i> фигуре - анатомске статуе без коже - да проучи како је тело направљено.

## Контекст
У време прве Рубенсове слике на ту тему Антверпен је био умешан у ратовање само неколико година пре тога - сукоб је привремено замрзнут примирјем 1609. године. Само у једној години калвинисти и католици убили су преко 8.000 грађана док су шпанске снаге које су владале Холандијом настојале да одбију протестантске војске. Масакри су били стварност у Антверпену; 160 км северно од града, протестантски побуњенички лидер принц Мауриц наручио је Корнелису ван Харлему да наслика исту сцену за харлемску градску кућу - пропаганда је имала за циљ да говори о шпанским злочинима над холандским народом. Антверпен је, међутим, остао католичко упориште и постао водеће средиште контрареформацијске мисли.

## Каснија верзија
Пред крај свог живота, између 1636. и 1638. године, Рубенс је насликао другу верзију Масакра над невинима. Ову верзију је набавила Стара пинакотека, Минхен, 1706. године, где је и остала.
Копију ове касније верзије направио је као гравуру 1643. године Паулус Понтијус.